# Isosaaren tulvalehto
Isosaaren tulvalehto este o arie protejată (arie specială de conservare — SAC, sit de importanță comunitară — SCI) din Finlanda întinsă pe o suprafață de 39 ha, integral pe uscat.

## Localizare
Centrul sitului Isosaaren tulvalehto este situat la coordonatele 63°48′04″N 23°18′36″E / 63.8011°N 23.31°E.

## Înființare
Situl Isosaaren tulvalehto a fost declarat sit de importanță comunitară în august 1998 pentru a proteja 2 specii de animale. Situl a fost protejat și ca arie specială de conservare în aprilie 2015.

## Biodiversitate
Situată în ecoregiunea boreală, aria protejată conține 6 habitate naturale: Pajiști aluvionare boreale nordice, Taiga vestică, Păduri fino-scandinave bogate în ierburi cu Picea abies, Păduri caducifoliate de mlaștină fino-scandinave, Mlaștini împădurite, Păduri aluvionare cu Alnus glutinosa și Fraxinus excelsior (Alno-Padion, Alnion incanae, Salicion albae).
La baza desemnării sitului se află mai multe specii protejate de  mamifere (2): vidră de râu (Lutra lutra), veveriță zburătoare siberiană (Pteromys volans).
Pe lângă speciile protejate, pe teritoriul sitului au mai fost identificate 10 specii de plante, 3 specii de păsări.